# Supercopa de Islas Feroe 2019
La Supercopa de Islas Feroe 2019 fue la XIII edición del torneo. Se disputó a un único partido el 3 de marzo de 2019 en el Estadio Tórsvøllur en Tórshavn.
Esta edición de la Supercopa enfrentó el campeón de Liga de la temporada 2018, el HB Tórshavn, y el B36 Tórshavn, campeón de la Copa de Islas Feroe de la misma temporada.
HB Tórshavn se impuso por 1-0 al B36 Tórshavn adjudicándose el título por tercera vez. 

## Participantes
|  | HB Tórshavn  |  |  |  | Campeón de la Primera División de Islas Feroe (2018) |
|  | B36 Tórshavn |  |  |  | Campeón de la Copa de Islas Feroe (2018)             |

## Final
| 3 de marzo de 2019, 17:00 | HB Tórshavn   | 1:0 (0:0) | B36 Tórshavn | Tórsvøllur, Tórshavn               |                                    |
|                           | Samuelsen 49' | Reporte   |              | Árbitro(s): Jóhan Hendrik Ellefsen | Árbitro(s): Jóhan Hendrik Ellefsen |

### Campeón
| Campeón Supercopa de Islas Feroe 2019 |
| ------------------------------------- |
| HB Tórshavn 3° título                 |